# Desert de la Vall de l'Indus
El desert de la Vall de l'Indus és una ecoregió desèrtica gairebé deshabitada del nord del Pakistan.

## Localització i descripció
La vall de l'Indus cobreix una àrea de més de 19 500 km² a la província nord-occidental de Panjab, entre els rius Chenab i Indus. El desert és dels més secs de la regió, però menys que els boscos que l'envolten, amb temperatures extremes (tant a l'hivern com a l'estiu). La zona rep més precipitacions que el proper desert de Thar; cada any cauen entre 640 i 760 mm de pluja.
Les fronteres occidentals i orientals estan delimitades, respectivament, pels rius Indus i Chenab. Les temperatures presenten una oscil·lació anual considerable: oscil·len entre temperatures properes al punt de congelació a l'hivern a més de 45 °C a l'estiu.

## Flora

Prosopis cineraria, en l'ecoregió. Conegut com Khejri en Rajasthani i Hindi

La vegetació està molt influenciada pel caràcter rigorós del clima. Les formacions arbustives espinoses pròpies del desert consisteixen en grups aïllats de Prosopis spp., Salvadora oleiodes i Capparis spp., I de boscos espinosos d'arbres alts com Acacia spp., Tamarix spp., Albizia lebbeck i Morus alba.

## Fauna
Aquest desert no acull una fauna especialment rica ni una fauna endèmica, però ofereix refugi per a uns grans vertebrats molt importants des del punt de vista de la conservació. Entre ells, el llop (Canis lupus), la hiena ratllada (Hyaena hyaena), el caracal (Caracal caracal), el lleopard (Panthera pardus) i l'úrial del Punjab (Ovis orientalis punjabiensis). En total hi ha trenta-dues espècies de mamífers, però cap d'elles és endèmica. La més rica és la fauna d'aus, amb 190 espècies, però cap d'elles es considera endèmica.

## Amenaces i conservació
Com el desert veí, el desert de Thar, el desert de la vall de l'Indo té poca agricultura i pasturatge de bestiar a causa del seu difícil accés. La inaccessibilitat afavoreix que els hàbitats naturals estiguen gairebé intactes. No obstant això la caça segueix sent una amenaça per a linxs, llops i altres mamífers.
Tot i que més del 70% d'aquesta ecoregió està protegida, els caçadors fan molt difícil sobreviure a les poblacions de caracal, llops i altres criatures salvatges, fins i tot dins de les fronteres de les reserves naturals.
El nombre d'espècies amenaçades hom considerava de 12 l'any 2010.
El percentatge d'àrea protegida en l'ecoregió és del 62,6 %. Per acabar, l'estatus de conservació de l'ecoregió és qualificat com a vulnerable.